# نسطور
نسطور  (Νεστόριος) عاش (386 م - 451 م) بطريرك القسطنطينة من 428 م إلى 431 م.

## ولادته
ولد نسطورس عام 381 م بمدينة مرعش في سوريا وتربى في إنطاكية وهناك ترهّب بدير أيروبيوس، وتتلمذ على يد المفسر الكبير ثيودوروس المصيصي، اختير بعدما تم تعليمه وبعد دراسته للكتب ليكون شماسًا ثم قسًا في كاتدرائية إنطاكية، واشتهر بفصاحته وقوة عظاته، ويؤكد المؤرخ الكنسي سقراط  أنه كان متكبراً ومعجباً بنفسه ولكن مع ذلك فأن العديد من الناس قد أحبوا هذا الغيور الشجاع الذي حاول ما في وسعه لإزالة جميع أشكال الهرطقة في الكنيسة، ودرس اليونانية ومبادئ العلوم في مرعش ثم تشبع بمبادئ مدرسة إنطاكية اللاهوتية، لذلك اختاره الإمبراطور ثيوذوسيوس الثاني ليكون بطريركًا على الكرسي للقسطنطينية.

## رسامته
بعد موت الاسقف سيسينيوس عام 428م رشح نسطور للمنصب البطريركي، فكلف الإمبراطور ثيوذوسيوس الثاني الأسقف دلماتيوس لكي يبحث مع بقية الأساقفة عن شخص يستحق هذا المنصب، إلى ان سمعوا عن نسطور الذي كان معروفا جدا ببلاغته وقوة عظاته، حتى وصلت شهرته إليه، فاختاره لكي يرتقي هذا المنصب، ففي 10/04 عام 428م احتفلت القسطنطينية برسامة البطريرك الجديد، الذي حارب واستأصل الهرطقات في جميع مظاهرها وأنواعها.

## خدمته
نسطور الذي بعد رسامته لم يكن يهتم بنفسه بقدر ما كان يهتم بالرعية المٌعطاة له من السماء ليقودهم إلى البر الي ان سقط في الهرطقو بفكره الخاص وليس علي تعاليم المسيح والإنجيل تفسيرات الأباء الرسول والقديسين. 
ان نسطور كما هو معروف لدى جميع الفلاسفة والمؤرخين من أشهر الآباء المدافعين عن إيمان العقيدة المسيحية (قبل سقوطه في الهرطقة)، حيث استطاع وبكل جدارة ان يحارب جميع البدع التي ظهرت في زمانه امثال السيموساطين والآريوسيين والمقدونيين والأبوليناريين والنوفاتيين والأفنوميين والفالنتينيين والمونتانيين والمركيونيين والبوربوريين والمصلّين والأفخيتيين والدوناتيين والبولسيين والمركلوسيين والمانويين والمكدونيين وغيرهم، وسن قوانين جديدة للإباء الكهنة وللرهبان وللأرستقراطيين وعامة الشعب، الا انه لم ينجح في النهاية من إكمال جهاده وسقط في هرطقة عظمة شقت كنيسة الله الواحدة الجامعة الرسولية. 

## مرسوم ميلان
بعد إعلان مرسوم ميلان سنة 312، قام قسطنطين بإنهاء اضطهاد المسيحيين، وفي سنة 324، جعل الديانة المسيحية ديانة الإمبراطورية الرومانية، وتوغلت السياسية وأصبح لها دور كبير في قيادة الكنيسة في بلاط الإمبراطورية. فنتج عن ذلك كثير من التدخلات.في شؤون الكنيسة، فقد كان الإمبراطور يتخذ المبادرة في دعوة لعقد المجامع بين الكنائس لتسوية الخلافات التعليمية، وبهذه الصورة أضحت الكنيسة سجينة الإطار السياسي، ولكن في نفس الوقت كان هذا المرسوم بمثابة مرسوم خلاصي للمسيحيين الذين كانوا يعيشون تحت وطأة الحكم الروماني الوثني، فبهذا المرسوم انتهى عهد ألاضطهاد الروماني، بعكس المسيحيين الذين كانوا يعيشون تحت ثقل الحكم الساساني في الشرق الفارسي.

## القديس يوحنا ذهبي الفم والقسطنطينية
ان جلوس ملوك الروم على عرش القسطنطينة رفع مرتبة الكرسي القسطنطيني. إذ أن الإعلان الذي أصدره الإمبراطور ثيوذوسيوس العظيم أخر أباطرة الإمبراطورية الرومانية المتحدة، بتقسيم الإمبراطورية بين ابنيهِ، جعل من القسطنطينية مركزا ثقافيا كبيرا وكانت محط أنظار جميع الفلاسفة، وفي عهد اركاديوس ابن ثيوذوسيوس وفي 26/02/398، قبل يوحنا ذهبي الفم الدرجة البطريركية وأصبح بطريركاً على الكرسي القسطنيطيني، بعد حفل كبير ترأسه البطريرك ثيوفيلس بطريرك الإسكندرية.
وبعد اعتلاء يوحنا ذهبي الفم الكرسي القسطنيطيني بدا عمله سريعاً في إصلاح أوضاع الكنيسة الإدارية وشرع يسن قوانين جديدة للإباء الكهنة وللرهبان، وحارب الاريوسية، ووبخ الارستقراطيين ووضع لهم قوانين جديدة خصتاً النسوة اللواتي كن يدخلنَ الحرم الكنسي بلباس غير لأق منهن صديقات افذوكسيا زوجة الإمبراطور اركاديوس التي كان يوبخها ويشبهها بإيزابيل الملكة لعدم أطاعتها القوانين الكنسية، إلى ان طفح الكيل وأرادت ان تتخلص منه.
في قصة الرهبان (الإخوة الطوال) الذين هربوا من برية مصر متجهين إلى أورشليم وبعدها إلى قسطنطينية في حماية القديس يوحنا، حيث كان القديس يوحنا قد أخذ قضيتهم، لكن الإمبراطورة استغلت هذه القضية فأشاعت ان يوحنا منع الرهبان عن الرجوع إلى مناسكهم، ولكن الحقيقة أن الإمبراطورة أرادت التخلص من القديس بواسطة مجمع كنسي، وفعلاً تم عقد مجمع وبدأت محاكمة القديس في قصر السنديانة، وقد كتب المجمع لكن يوحنا وأساقفته رفضوا وكتبوا رسالة يرفضون فيها الحضور لان المجمع غير شرعي وغير قانوني، ولكن المجمع لم يهتم لذلك فقد حكمه غيابيا، فالتام المجمع واصدر حكما بنفي القديس يوحنا، وبعد أن سمع القديس الحكم هرب من القصر الأسقفي ليلاً خوفا من الشعب الذي سيثور إذا عرف ان البطريرك تركه وذهب في طريق المنفى. لكن الشعب ثار، وخافت الامبراطورة فركضت إلى الامبرطور تقول له (الرجل الذي نفيناه هو صالح، وان الله ينتقم له، فاذا اردت الحفاظ على المُلك فمُر ان يعود حالاً. فكتبت افذوكسيا بنفسها رسالة ترجو بها القديس بالرجوع من المنفى)، ورجع القديس بين رعيته من جديد، ولكن سرعان ما عاد الخلاف يظهر مرة أخرى بين القديس يوحنا والإمبراطورة التي استدعت من جديد الأساقفة الذين سبق أن حكموا عليه، ولكن هذه المرة نجحوا في مسعاهم وخضع الإمبراطور ثيوذوسيوس لمشيئتهم، فدخلوا رسولها على القديس يوحنا في يوم سبت النور وهو في الكنيسة وأمروه بترك الكنيسة ولمّا رفض استعمل الجنود العنف. وهرب القديس يوحنا مرة أخرى حقناً للدماء، فألقي القبض عليه وسجن، وتقرر نفيه إلى مكان بعيد. ذهب أولاً إلى خلقدونية، ثم رحل إلى نيقيه، ثم إلى كيركوز وهي قرية واقعة على حدود الأمبراطورية في أرمينيا الصغرى، ثم إلى منطقة كومان حيث توفيَّ.

## نسطور والقسطنطينية
ان الأحداث الأليمة التي وقعت على يوحنا ذهبي الفم، والمشاكل الداخلية التي كانت تدور بينه وبين رئاسة الدولة والارستقراطيين، لم تنته حتى بعد عزله من منصبه ألبطريركي، بعد نياحة البطريرك ثيوفليس، ترأس الكرسي الإسكندري ابن أخيه البطريرك كيرلس وذلك سنة 421م، وشاركت بلخيريا ابنة افذوكسيا الكرسي الروماني مع أخيها، ففي سنة 408م وبعد موت الإمبراطور اركاديوس، أصبح ابنه ثيوذوسيوس الثاني إمبراطورا على الامبراطورية الرومانية الشرقية.

## الإصلاحات (قبل الهرطقة)
في الوقت الذي كان فيه نسطور يشن هجوماً عنيفا على البدع الهرطًقية، استطاع إرجاع الرهبان الذين كانوا يعملون ككتاب في القصر الإمبراطوري إلى قلاياتهم بعدما كانوا يشربون ويأكلون ويخالطون عامة الشعب ووضع لهم شروط خاصة، واستطاع أيضاً ان يطرد فرقة من الراقصين كانوا يرقصون عُراةً في الشوارع وأشياء كثيرة لا تعد، وفي الوقت نفسه كانوا معارضيه يزدادون يوما بعد يوم بسبب أفكاره التي ظهر عليها بعض الأشياء الجديدة الخارجية عن الإيمان القويم والتسليم الابائي، ليس فقط من عامة الشعب بل من آباء الكنيسة، وأيضاً مع الارستقراطيين الذي زاد حدتها، فقبل جلوس القديس نسطور على الكرسي القسطنيطيني، و بعد أن تم رسامة نسطور على الكرسي القسطنيطيني، اخذ يدير زمام أمور الكنيسة بدلاً منها حتى جعل نفسه كشخص غير مرغوب به.
حتي ان الكرسي الإسكندرية (البابا كيرلس عمود الدين) ارسل عددت رسائل لارشاد نسطر ورجوعه عن أفكاره التي بدأت تفقد الايمان السليم وكتب لنسطور عدد مرات ولكن لنسطور لم يرجع عن بدعه ولم يتب قط، حتي تم تحطكل أفكاره الهرطقية في مجمع افسس وقد كان القديس كيرلس بابا الإسكندرية دور كبير في هذا المجمع المقدس وعزل نسطور من منصبه ألبطريركي. 

## تعاليم نسطوريوس

### المدرسة الإسكندرية والإنطاكية
نحن نعلم ان نسطور تشبع بمبادئ مدرسة إنطاكية اللاهوتية، ففي انطاكية كان اللاهوتيون والمفسّرون أكثر ميلاً إلى النظرة الارسطوطالية، ومهتمّين بالحقائق الملموسة والمرئية، ويعتمدون على التفسير الحرفي للكتاب المقدّس والنظريات الفلسفية.
امّا مدرسة الإسكندرية، فكانت أكثر ميلاً إلى الأفلاطونية. فالأمر الذي كان يستند عليه اساتذة الإسكندرية هو التفسيرات الابائية الرسولية التقليد الكنسي الذي تسلموه من الاباء الاوائل في الكنيسة. وكان هذا الاختلاف في الأسلوب المدرسي هو الذي ادئ الي ظهور أفكار شاذة وغريبة عن تعليم الكنيسة المستقيمة. 

### نسطور وتعاليمه الهرطقية
ان التعابير اللاهوتية التي استعملها نسطور لوصف تجسد المسيح كانت مخالفة لتعاليم رسل المسيح(كما أوضح القديس كيرلس في كثير من رسائله لنسطور وفي مجمع افسس)، و يمكن أن يكون نسطر ليس أول حاول اخفي لاهوت السيد المسيح منذ الأزل (بحذف والدة الاله من اقواله، بل يوجد من سبقوه، ولكن بوطعه كبطريارك لمدينة كبيرة القسطنطينية واعتقاد بتعاليم هرطقة ساعد في نشرها أكثر. وحسب كتابات الاباء وتعاليم الكنيسة الاولي والمجمع المقدس في افسس تم حرم لنسطور ونفيه لمصر. ويوجد الكثير من المراجع والكتب التي تفسر مدي شرود لنسطور عن الإيمان. 
شهادة الكتاب المقدس
لاهوت المسيح
حيث يقول الطوباوي داود في نبوءاته بشان الوهية (لاهوت) المسيح: (كرسيك اللهم، هو إلى دهر الدهور) وأيضا (عرشك يا لله إلى الدهر والابد، وصولجان ملكك صولجان استقامة (مز 7:44)، (أنت وضعت أسس الأرض منذ البدء، والسماء صنع يدك (عب 10:1) ويقول يوحنا الانجلي: (في البدء كان الكلمة، والكلمة كان عند الله، وكان الكلمة الله (يوحنا 1:1) ويقوا الطوباوي بولس الرسول «انه صورة مجد الاب، وصورة جوهره، به صنع العوالم، وضابط الكل بقوة كلمته» (عب 3:1 ثم 2).

## ناسوت المسيح
اما الأمور التي تخص بشرية (ناسوت) المسيح، يقول النبي داود في نبوئته عن المسيح: «أحببت العدل، أبغضت الإثم. لذلك مسحك الله، الخ» (مز 8:44) وفي موضع آخر يقول: من هو الإنسان حتى تذكره، ومن هو ابن البشر حتى تفتقده. لقد نقصته قليلاً في الكرامة عن الملائكة.«(مز 8: 5_6) ويقول الطوباوي بولس: » ذاك الذي حٌط قليلاً عن الملائكة، رأينا بانه يسوع، بسبب الم موته«(عبر 9:2) ويشرح اشعياء النبي قائلاً: » هوذا عبدي الذي عنه رضيت. حبيبي الذي سُرّت به نفسي. أضع روحي عليه«(اشع 1:42). ويقول بطرس هامة الرسل » ان يسوع الناصري، الإنسان الذي اظهره الله بيننا، بفضل المعجزات والاعاجيب والايات التي صنعها الله في وسطكم على يديه«(أعمال 22:2) وأيضا في نفس السفر: » ان يسوع الناصري الذي مسح الله بروح القدس والقدرة، فحصه بُِبرءِ جميع من كانوا معذبين من قِبل ابليس، لان الله كان معه«(أعمال 38:10). ويقول بولس الرسول لانه قد عُين اليوم الذي سياتي فيه ليدين الأرض كلها بالعدل، بالإنسان الذي اختاره» (أعمال 31:17). وأمور أخرى كثيرة قيلت في الكتب المقدسة عن إلوهية المسيح وإنسانيته، تثبت ان المسيح هو الله المتجسد من مريم العذراء اقنوم الابن منذ الأزل والي الابد، فيظهر بوضوح من ذلك ان المسيح اله كامل وإنسان كامل.

## والدة الاله من الكتاب المقدس
إنجيل معلمنا متي البشير 
<< أَمَّا وِلاَدَةُ يَسُوعَ الْمَسِيحِ فَكَانَتْ هكَذَا: لَمَّا كَانَتْ مَرْيَمُ أُمُّهُ مَخْطُوبَةً لِيُوسُفَ، قَبْلَ أَنْ يَجْتَمِعَا، وُجِدَتْ حُبْلَى مِنَ الرُّوحِ الْقُدُسِ. (متي 1:18)>>
<<إِذَا مَلاَكُ الرَّبِّ قَدْ ظَهَرَ لَهُ فِي حُلْمٍ قَائِلًا: «يَا يُوسُفُ ابْنَ دَاوُدَ، لاَ تَخَفْ أَنْ تَأْخُذَ مَرْيَمَ امْرَأَتَكَ. لأَنَّ الَّذِي حُبِلَ بِهِ فِيهَا هُوَ مِنَ الرُّوحِ الْقُدُسِ. (متي 1:20)>>
<< وَهذَا كُلُّهُ كَانَ لِكَيْ يَتِمَّ مَا قِيلَ مِنَ الرَّبِّ بِالنَّبِيِّ الْقَائِلِ:
«هُوَذَا الْعَذْرَاءُ تَحْبَلُ وَتَلِدُ ابْنًا، وَيَدْعُونَ اسْمَهُ عِمَّانُوئِيلَ» الَّذِي تَفْسِيرُهُ: اَللهُ مَعَنَا. (متي 1:22،2)>>
إنجيل معلمنا لوقا البشير
<<هذَا يَكُونُ عَظِيمًا، وَابْنَ الْعَلِيِّ يُدْعَى، وَيُعْطِيهِ الرَّبُّ الإِلهُ كُرْسِيَّ دَاوُدَ أَبِيهِ، وَيَمْلِكُ عَلَى بَيْتِ يَعْقُوبَ إِلَى الأَبَدِ، وَلاَ يَكُونُ لِمُلْكِهِ نِهَايَة (لوقا 1:32،33) >>.
<<فَأَجَابَ الْمَلاَكُ وَقَالَ لَها: «اَلرُّوحُ الْقُدُسُ يَحِلُّ عَلَيْكِ، وَقُوَّةُ الْعَلِيِّ تُظَلِّلُكِ، فَلِذلِكَ أَيْضًا الْقُدُّوسُ الْمَوْلُودُ مِنْكِ يُدْعَى ابْنَ الله. (لوقا 1:35)>>
<<فَلَمَّا سَمِعَتْ أَلِيصَابَاتُ سَلاَمَ مَرْيَمَ ارْتَكَضَ الْجَنِينُ فِي بَطْنِهَا، وَامْتَلأَتْ أَلِيصَابَاتُ مِنَ الرُّوحِ الْقُدُسِ، وَصَرَخَتْ بِصَوْتٍ عَظِيمٍ وَقَالَتْ: «مُبَارَكَةٌ أَنْتِ فِي النِّسَاءِ وَمُبَارَكَةٌ هِيَ ثَمَرَةُ بَطْنِكِ! فَمِنْ أَيْنَ لِي هذَا أَنْ تَأْتِيَ أُمُّ رَبِّي إِلَيَّ؟ فَهُوَذَا حِينَ صَارَ صَوْتُ سَلاَمِكِ فِي أُذُنَيَّ ارْتَكَضَ الْجَنِينُ بِابْتِهَاجٍ فِي بَطْنِي. فَطُوبَى لِلَّتِي آمَنَتْ أَنْ يَتِمَّ مَا قِيلَ لَهَا مِنْ قِبَلِ الرَّبِّ». (لوقا 1:41،45)>>
إنجيل معلمنا يوحنا البشير
<<اَلَّذِينَ وُلِدُوا لَيْسَ مِنْ دَمٍ، وَلاَ مِنْ مَشِيئَةِ جَسَدٍ، وَلاَ مِنْ مَشِيئَةِ رَجُل، بَلْ مِنَ اللهِ.وَالْكَلِمَةُ صَارَ جَسَدًا وَحَلَّ بَيْنَنَا، وَرَأَيْنَا مَجْدَهُ، مَجْدًا كَمَا لِوَحِيدٍ مِنَ الآبِ، مَمْلُوءًا نِعْمَةً وَحَقًّا. يُوحَنَّا شَهِدَ لَهُ وَنَادَى قِائِلًا: «هذَا هُوَ الَّذِي قُلْتُ عَنْهُ: إِنَّ الَّذِي يَأْتِي بَعْدِي صَارَ قُدَّامِي، لأَنَّهُ كَانَ قَبْلِي». وَمِنْ مِلْئِهِ نَحْنُ جَمِيعًا أَخَذْنَا، وَنِعْمَةً فَوْقَ نِعْمَةٍ. لأَنَّ النَّامُوسَ بِمُوسَى أُعْطِيَ، أَمَّا النِّعْمَةُ وَالْحَقُّ فَبِيَسُوعَ الْمَسِيحِ صَارَا. اَللهُ لَمْ يَرَهُ أَحَدٌ قَطُّ. اَلابْنُ الْوَحِيدُ الَّذِي هُوَ فِي حِضْنِ الآبِ هُوَ خَبَّرَ. وَهذِهِ هِيَ شَهَادَةُ يُوحَنَّا، حِينَ أَرْسَلَ الْيَهُودُ مِنْ أُورُشَلِيمَ كَهَنَةً وَلاَوِيِّينَ لِيَسْأَلُوهُ: «مَنْ أَنْتَ؟» (يوحنا 1:13،19)>>
ع1-2: بينما اهتم البشيرين لوقا ومتى بأحداث الميلاد الزمنية، اهتم يوحنا بإبراز الميلاد الأزلي للسيد المسيح، لأن شاغله الأول كان إثبات لاهوت المسيح، في وسط التشكيكات التي شنها اليهود على شخص المسيح. ولا توجد آية أقوى من: "وكان الكلمة الله". ولهذا، نجد أن جماعة مثل شهود يهوه، الناكرين للمسيحية ولاهوت المسيح، يغيّرون في كتابهم منطوق هذه الآية إلى: "وكان الكلمة كإله". والمقصود بالكلمة: العقل الإلهي، أي الأقنوم الثاني، لأن الكلمة تعبّر عن العقل، وتصدر منه، وتساويه.

## من الآباء والتعليم الكنيسة
وفي الموضع نفسه يؤكد المجمع المقدس علي مدى صحة هذا تعليم اليمان السليم، حيث يقدم بعض الدلائل من أقول الآباء القديسين والأساتذة الذين  نسطور أو ممن عاصره وخطأ التعاليم النسطورية. 
ففي صفحة 494 من نفس المصدر يستعرض المجمع بعض كتابات الآباء الذين تكلموا بهذا الموضوع.
فيكتب القديس يوحنا ذهبي الفم «ان المسيح هو الله غير المتألم والإنسان غير المتألم، وهكذا واضح جداً، حين نقر بطبيعته في بنوة واحدة وسيادة واحدة، وتدبير واحد»2
أما القديس غريغوريوس اسقف نزينزو في رسالته في الايمان يقول: طبيعة واحدة: الله والإنسان، أنما ليس ابنين
وأيضاً: الله الكلمة، بل لما هو منظور، إذ يكون الها لمن هو الله طبيعياً
ويقول الطوباوي اثناسيوس أسقف الإسكندرية في رسالة إلى افيقططوس:  قالوا آباء نيقية أن الجسد، الابن الذي هو من طبيعة أبيه، وقالوا ان الجسد هو من مريم كما تُعلم الكتب حلول الروح القدس في احشاءها (القدوس المولود منك يدعي ابن الله") ويضيف «أن كان الجسد الذي هو من الأرض هو من طبيعة الله الكلمة، لان الله الكلمة هو من طبيعة أبيه، فان الاب يكون عندئذ من طبيعة الجسد الذي من الأرض». 
ويقول مجمع الآباء المائة والخمسين: «ان الله الكلمة هو اله كامل قبل العوالم والأزمنة، وفي اخر الزمن، من اجلنا ومن اجل خلاصنا نحن البشر، تجسد (تانس) من مريم العذراء».
ويقول غريغوريوس اسقف نيص: «ان ابن الله وأعجباه، متألم في طبيعته، وغير متألم في طبيعته. فان قيل انه متالم في طبيعته اللاهوتية، ولكن، ان كانت الطبيعة التي نعرفها نحن المستقيمون (الأرثوذكس) بشرية هي وقابلة التالم، إلوهية غير قابلة للتألم، فان مساواته في الطبيعة من الاب ليست فاسدة، لاننا نقول بان طبيعة الوهيته وبشريته هي واحدة»
ويقول أيضاً: « ان الطبيعة ليست سوى واحد باتحاد لا يدرك»
ويقول ايتيكوس اسقف القسطنطينية: «من هو ذاك المنزل (من على الصليب)؟ الجسد الذي من مريم. من هو الذي قام؟ الذي من الاب»
ويقول أيضا:«واحد هو المسيح الذي مات في طبيعته البشرية، وقام من بين الأموات»
ويقول امفيلوكوس اسقف ايكونيوم: «أن طبيعة الله هي متميزة عن طبيعة الإنسان، لان الله يصبح إنسانا، بتجسده وناسوته، ولم يصبح الإنسان الها، بتعال، بل المسيح اله وإنسان. لذا كان واضحاً بان الكلمات التي تعبر عن الصيغة في المسيح، انما تطبق على الذي من مريمو على طبيعة الله الكلمة».
ويقول أيضاً ولد المسيح ابن الله من مريم، في طبيعة الوهيته التي هي لا متناهية، من المحدودة التي لبشريته، لاننا نقر بابن واحد في طبيعتين"
ويقول الاسقف امبروسيوس: «لم يتخذ الله الكلمة من العذراء بداية كيانه (ايثوثا)، بل اتخذ منها طبيعة بشرية، واتخذ بها دونما اختلاط، ويقر به بالطبيعتين ابنا واحد»
ويقول أيضاً: «من يقولون بان طبيعتي المسيح قد امتزجتا وأصبحتا طبيعة واحدة، ولا يؤمنون بان ربنا يسوع المسيح هو في طبيعتين بلا امتزاج، انه في شخص بنوة واحد، لان المسيح ابن الله هو واحد، فان الكنيسة المقدسة تحرمهم»
وعندما يتحدث القديس كيرلس عمود الدين عن سر التجسد يقول: «مختلفتان هما الاقنومين اللتان اتحدتا ويحتفظ الاتحاد دون تغير ولا اختلاط بطبيعتة المسيح الواحد، ابن الله»
ويقول أيضا في موضع اخر: «اعتبر كرمز الاتحاد طبيعة المسيح تابوت العهد الذي نكر الله موسى ان يصنعه. فان الخشب غير الفاسد سيكون لديك بمثابة الاقنوم البشري الذي لم يرتكب ألاثم فقط، وليس فيه الخطيئة البتة، ويكون الذهب الذي كسا به التابوت في الخارج والباطن هو الاقنوم الإلهي الذي اتحد بالبشري خارجيا وباطنيا وانتسب اليها. وكما انه كان ثمة تابوت واحد، كذلك توجد طبيعة في المسيح الواحد، ابن الله» (التشبيه مقتبس من القديس مار افرام السرياني)
وفي كتاب Nestoriuse and his teaching صفحة 169، و Bazaar of Heraclides صفحة 315، يعرض مار كيرلس تعاليم  نسطور إلى المجمع ولا يقبل فكرة التميز التي طرحها الأخير حيث ي ان نسطور يفصل لاهوت المسيح من ناسوته. 
ويقول أيضاً وبصريح العبارة في الرسالة الأولي إلي القديس نسطور: تعالوا الآن، وهيا بنا نفحص بدقة طريقة موتنا نحن أيضاً. ليس أحد وهو يفكر بصواب، سيقول إن نفوسنا تهلك مع أجسادنا...بهذه الطريقة ستفكرون أيضاً بخصوص عمانوئيل نفسه. لأنه هو الكلمة كان في جسده الخاص الذي من امرأة، هل هذا تميز ام انفصال؟
وفي نفس الرسالة يقول: قد وضع حياته الخاصة لأجل الجميع وسلم جسده للموت...ولكنه باعتباره الحياة قد أبطل الموت... لأنه كما في آدم نموت جميعنا، هكذا أيضاً سوف نحيا جميعاُ في المسيح...لأنه قد قِيل أنه مات كإنسان أولاً، ولكنه عاد إلي الحياة بعد ذلك لأنه الله حسب الطبيعة، لذلك لو لم يكن قد عاني الموت بجسده.!!!

## مريم والدة الإله
وجدت في تلك العصور هراطقة عدة من بينها السيموساطية والأبوليناريية، فلسيموساطية وباختصار شديد: مذهب يعترف بالمسيح كإنسان فقط، وينكر إلوهية.
والأبوليناريية: مذهب يعترف بالمسيح كالاه فقط، ولا يعترف بناسوته، فكان السيموساطين يدعون القديسة مريم والدة يسوع (الناسوت) والأبوليناريين يدعونها والدة الله (اللاهوت).
فان نسطور رفض تسمية مريم العذراء والدة الله ((theotokos))، وفضل تسمية والدة المسيح (Christotokos)،  
الطبيعة الإلوهية والطبيعة البشرية متحدتان في شخص المسيح، تجنب نسطور ان يدعوها والدة الله، وأيضاً تجنب ان يدعوها والدة الناسوت لا لينكر ناسوته، ولكن لكي لا يشارك بولس السيموساطي أفكاره الكافرة التي تنكر لاهوته.
وفي كتاب Nestoriuse and his teaching صفحة 64 يقول نسطور: «التي حملت السيد المسيح كانت والدة الطفل التي حملته، وليس والدة الله خالق الكون» فهنا نسطور يفصل و يميز بين لاهوته، وناسوته
وفي كتاب آباؤنا السريان للمطران الدكتور لويس ساكو صفحة 67، يلقب القديس افراهاط الحكيم القديسة مريم (بالطوباوية) وذكر المؤلف في حاشية الصفحة نفسها: (لقد وردت عبارة والدة الله «ثيوتوكس» في الأوساط المسيحية المصرية وجاءت لأول مرة في رسالة وجهها اسكندر الإسكندري إلى تلاميذه قبيل انعقاد مجمع نيقية عام 325، وتبناها مجمع افسس  وذلك لاظهار إلوهية وناسوت المسيح معا في شخص يسوع. 
وفي كتاب (الآباء الأوائل) للمطران لويس ساكو صفحة 32، يقول القديس اغناطيوس أحد الكتاب المسيحيين الأوليين: " مولود من العذراء، ومولود من الله).
وفي نفس المصدر صفحة 88 يقول يوستينس الذي عاش في النصف الأول من القرن الثاني: «ان المسيح صار أنسانا بواسطة العذراء..»
فالذي يحرم نسطور (افراهاط الحكيم، افرام السرياني، اغناطيوس، باساليوس، غريغوريوس، اثاناسيوس، امبروس...).

## نسطور رفض تسمية والدة الله
في كتاب Nestoriuse and his teaching صفحة 66 يقول نسطور: "نستطيع ان ندعوها والدة الله لان ألاهوت متحد بالناسوت ((theotokos ويقول: "عندما نقول والدة الله يجب ان نرفق معها والدة الإنسان" ولكن بسبب الاتحاد بين الطبيعتين في المسيح فان والدة المسيح هو الأنسب، والمثال كما جاء به معلمنا مار نرسي في كتاب (مار افرام الشماس ولاهوت الخلاص عند الآباء السريان القدماء) للأب منصور ألمخلصي صفحة 198
<<ناشد كيرلس البابا سلستين الأول، مُتهمًا نسطور بالهرّطقة. وافق البابا وأعطى كيرلس سلطته لتقّديم إشعار إلى نسطور للتراجع عن آرائه في غضون عشرة أيام وإلا سيتم حرمانه كنسيًا. قبل أن ينوب عن تفويض البابا، عقد كيرلس سينودسًا للأساقفة المصريين الذي أدان نسطور أيضًا. أرسل كيرلس بعد ذلك أربعة أساقفة سفرغان [الإنجليزية] لتسليم كل من لجنة البابا وكذلك الرسالة المجمعية للأساقفة المصريين. أرسل كيرلس رسالة إلى نسطور تعرف باسم «الرسالة الثالثة للقديس كيرلس إلى نسطور». اعتمدت هذه الرسالة بشكل كبير على الدساتير الآبائية الراسخة واحتوت على أشهر مقال في الأرثوذكسية الإسكندرية: «أناثيما القديس كيرلس الاثنا عشر». في هذه الحروم، حرم كيرلس كل من اتبع تعاليم نسطور. على سبيل المثال، «أي شخص يجرؤ على إنكار لقب العذراء القديسة والدة الإله هو أناثيما!» ومع ذلك، لم يتوب نسطور بعد. يشير ماكجوكين إلى أن ممثلين آخرين عن التقليد الأنطاكي مثل جون الأنطاكي وثيودوريطس وأندرو الساموساتا كانوا قادرين على التعرف على «نقطة الجدل من أجل استقامة المسيح» والاعتراف «بالطبيعة غير الحكيمة لثبات نسطور». قلقًا من احتمال حدوث نتيجة سلبية في المجلس، وحثوا نسطور على التنازل وقبول استخدام لقب والدة الإله عند الإشارة إلى مريم العذراء.>>
<<على سبيل المثال، كتب يوحنا الأنطاكي إلى نسطور يحثه على الخضوع لحكم البابا والتوقف عن إثارة الجدل حول كلمة لم يعجبه (والدة الإله) ولكن يمكن تفسيرها على أنها ذات معنى أرثوذكسي خاصة في ضوء حقيقة أن العديد من القديسين وقد وافق أطباء الكنيسة على الكلمة باستخدامها بأنفسهم. كتب يوحنا إلى نسطور: «لا تفقد رأسك. عشرة أيام! لن يستغرق الأمر أربع وعشرين ساعة لتقديم الإجابة المطلوبة.... اسأل الرجال الذين يمكنك الوثوق بهم. اطلب منهم أن يخبروك بالحقائق، ليس فقط ما يعتقدون أنه سوف يرضيك.... لديك كل الشرق ضدك، وكذلك مصر». على الرغم من هذه النصائح من زملائه، فقد أصر نسطور على صواب منصبه. >>
المصدر مجمع افسس
<< جميع المصادر والروابط بمقال مجمع افسس>>

## تعاليم مارنسطور
1. جعل في المسيح أقنوميّن منفصلين ومتمايزين.
2. اعتبار أن العلاقة بين اللاهوت والناسوت هي مجرد اتصال.
أكدوا نخبة من علماء علم ألاهوت من خلال الدراسات اللاهوتية بان الصيغة التي استعملها نسطور في وصف التجسد، كانت صيغة هرطُقية،و مخالفة للآباء الرسل، فانه كان يعطي العبارات الخاطئة وغير المناسبة لذلك، تم تنسبها مع الصيغ الهرطُقية، وها نحن اليوم نبرهن صحة الإيمان والتفسير للكتاب المقدس وتعليم الاباء من خلال دراسة الكتب المقدسة وأقوال الآباء.
أ.جعل المسيح اقنومين منفصلين ومتمايزين
قبل كل شيء يجب أن نعرف بأننا نؤمن بطبيعة إلهية واحدة أزلية (الله) بلا بداية، ونعترف به في ثلاث اقانيم مقدسة الاب والابن والروح القدس طبيعة ثلاثية الاقانيم جوهريا واقانيم أحادية الطبيعة اللامتناهية ليس بينها اختلاف (تميز) قط ما خلا الخواص المميزة لاقانيمها: الابوة، البنوة، الانبثاقة، ولكن هل نحن نفصل الاقانيم الثلاثة الاب، والابن، والروح القدس، عندما نقول اقنوم الاب اقنوم الابن واقنوم الروح القدس؟ ام الاقانيم تامة في الوهية واحدة؟ كما ان الاقانيم واحدة في كل شيء وغير منفصلة كذلك الاقنومان في السيد المسيح غير منفصلان ولكن متمايزان فعندما بصق السيد المسيح على الأرض، وجبل من البصق طيناً، وبإصبعه المقدسة التي بها أخذ الطين من على الأرض ووضعه على وجه الاعمى منذ الولاد (يوحنا 9,6) فواضح بان هذا البصاق المرسل من فمه هو مادة متكونة في الجسد، وان الإصبع المكون من عظم ولحم وعضلة وشرايين وجلد، تخص كلها الطبيعة البشرية، ولكن الذي أعطى النور للأعمى هي الطبيعة الالهية المخفية في الجسد. وان الاقنومان كما هو واضح في مثال الكتاب المقدس غير منفصلان عن المسيح، ولكن متمايزان من غير انفصال.
وفي كتاب Bazaar of Heraclides صفحة 219 يقول: « نسطور: الطبيعتين محفوظتين باقنوميهما في شخص المسيح»
ب.اعتبار أن العلاقة بين اللاهوت والناسوت هي مجرد اتصال Conjunction
يقول الكتاب المقدس في إنجيل يوحنا19:14 «انقضوا هذا الهيكل، وانا في ثلاثة أيام اقيمه» فماذا يعني «الهيكل» و«انا» سوى أن المسبح هو الله المتجسد. فالهيكل مكون من الجسد والنفس، الذي هو منظور وقابل الانحلال، من جهة، ومن الأخرى، الله اللامنظور الذي يقيم الجسد لتوطيد الرجاء وخلاص الناس جميعاً
ان كلمة Conjunction استعملها نسطور لكي يبرهن علي هراطقته ان الطبيعتين غير ممتزجتين ومختلطتين، لذلك فقد نوه قائلا: «لا أحد يقدر ان يقول بان كلمة الله مخلوقة، وناسوته غير كامل» { Nestoriuse and his teaching صفحة 91}
وفي نفس المصدر صفحة 85 يؤكد نسطور الاتحاد بقوله: إنا أدعو المسيح اله كامل وإنسان كامل بغير امتزاج الطبيعتين، وقد استعمل مصطلح united""، ويقول مؤلف الكتاب بان مصطلح union مُستعمل من قبل نسطور كثيراً في كتابه Bazaar of Heraclides. وللمزيد راجع كتاب { Nestoriuse and his teaching}.

## إدانة نسطور

### مجمع أفسس
لا يسعنا ان نذكر هنا جميع تفاصيل المجمع يمكن مراجعة جميع التفاصيل من مصادر كنسية موثقة، ولدراسة تلك الأسباب بموضوعية وواقعية، يجب أن نكون حياديين وبعيدين كل البعد عن الانحيازية، وعدم تقويل هذا الطرف أو ذاك،في كتاب للقمص تادرس يعقوب ملطي (كنسية الإسكندرية الحديثة)، تحت عنوان «مسيحنا قائد الموكب عبر العصور» أسلوب قصصي للأطفال، بسرد المجامع المسكونَ فيه. 
مجمع افسس: ثالث مجمع بعد مجمع نيقية ومجمع القسطنطينية الأول، عٌقد في افسس عام 431 وهو الثالث من المجامع المهمة والمصيرية بعد المجمعين المذكورين، وتعترف به جميع الكناس الرسولية، ولكنه غير مٌعترف به من قبل كنيسة المشرق أي (الاشورية بفرعيها والكنيسة الكلدنية قبل انفصالها عن كنيسة الأم) والكنيسة الانطاكية (قبل الاتفاق سنة 433)، لأنهم اتباعوا المذهب والهرطقة النسطورية، ويؤكدون ذلك نخبة من علماء علم اللاهوت، ومؤرخون معاصرون، وخير دليل على ذلك هو المجمع نفسه، فبعد أن أصدر الإمبراطور ثيوذوسيوس الثاني إعلان بعقد مجمع لتسوية مسائل عدة ومنها اقالويل نسطور عن السيد العذراء وتفنيد الكرسي الإسكندري برئاسة كيرلس عمود الدين لاخطاء تعاليم نسطور داخل المجمع وموافقة جميع اباء المجمع المقدس، وتوكيل مهمة المحامى على الكاونت كانديديان قائد الحرس الإمبراطوري ليكون الممثل الأعلى لسلطة الإمبراطورية الشرقية والغربية.(وقيل انهم لم ينتظروا وصول جميع الأساقفة، ومن بينهم اساقفة القسطنطينيين برئاسة يوحنا الانطاكي الذين تأخروا بسبب مشاق الطريق، علي هذا فان المجمع المقدس لم يكن منصفا وغير قانوني بجيب اعتقاد الكنائس المشرقية)، فقد تم إدانة نسطور وتجريده من منصبه ونفيه وبعد مناقشة تعليمه الهرطوقية.

## مجمع افسس وبعض حجج اتباع نسطور
يعتقد البعض من الذين ليس لديهم أي خلفية تاريخية في هذا الشأن، بان المجمع المقدس والتي توقيره واحترامه الكنيسة المسيحية بجميع طوائفها، هو من المجامع المزورة،  وينسبون الي مشكلات ثانوية لا تمت المتعالي ولا لأهداف المجمع بشئ، يقول اتباع نسطور هناك أسباب شخصية دفعت الأرستقراطيين والأساقفة ومن بينهم رئيس المجمع نفسه كيرلس والبابا سيلستين (بطريرك روما الغربية) لعقد المجمع وتجريد نسطور من منصبه، ويحصرون في مشاكل سياسية ونزاعات علي سلطة الكنائس الكبرى في ذالك الوقت، حيث يقولوا ان اسباب المجمع والأساقفة ضد نسطور هي
1- حسد الكرسي الإسكندري القسطنطيني لكونه أصبح محط أنضار الجميع.
2- حاول الكرسي الإسكندري جاهدا ضم القسطنطينية إلى دائرة تعاليم المدرسة الإسكندرية، لانها كانت قد تشبعت بمبادئ المدرسة الإنطاكية. 
3- استياء البابا سيلستين من تصرف القديس نسطورس بقبول البيلاجيين تحت حمايته، وأيضا من الشهرة التي وصل لها.
4- الكره الذي كانت تكنه بلخاريا نسطور بعد أن أصبح بطريرك القسطنطينية
وجميع كنائس العالم المسيحي تعترف بمجمع افسس كمجمع مقدس ولها في ذلك مجلدات وكتب وكتابات ابائية من القرون ماقبل وبعد المجمع تثبت اقاويل نسطور الهرطقية وتعاليمه وفصله للاهوت المسيح عن ناسوته، ورفضه المصطلح (والدة الاله). 

## الخاتمة
قد لا يتفق البعض معنا حول ما جاء في هذا البحث، لكن الحقيقة تفرض نفسها والتاريخ لا يمكن ان يمحى بجرة قلم، وأيضاً لم نزد شيء أو قولنا أي طرف، فقد قدمنا هذا البحث البسيط كما هو مدون في أكثر الكتب والمراجع التي كانوا كتابها من المحايدين، حيث تشهد بحقيقة الأمر من غير أي انحيازية لطرف ما، كما هو الواجب على الباحث الأمين أن يحرص على نقل الحدث التاريخي معتمدا على مصادر عديدة ومتنوعة، وخاصة عندما يتعلق الآمر بتاريخ كنسي أو تفسير لاهوتي للكتاب المقدس، فعلى سبيل المثال يعتمد القمص تادرس يعقوب الملطي (القبطي) في كتابه (تفسير الكتاب المقدس للآباء الأولين) على أكثر من مصدر، فلا يمكنه أن ينقل تفسير آية ما ان لم يرجع إلى صاحب الكتاب الذي فسر تلك الاية، امثال يوحنا ذهبي الفم واثاناثيوس الكبير وجيروم.
مهما يكن من امر، فان نخبة من علماء اللاهوت يؤكدون صح هذه التعاليم، وأيضاً البابا شنودة الثالث، أكد وبكل وضوح بان تعاليم هذا كانت هرطقة ومجمع كنائس العالم بكل طوائف المسيحية يعترف بمجمع افسس المقدس وحرم نسطور بطريرك القسطنطينية بعد رفضه لمخرجات واقوال اباء المجمع وأمام ممثلين الامبراطور. 
وحقيقتا انه لشيء محزن ان تكون مثل هكذا نزعات بين الكنائس الرسولية، فان نسطور لم يعترف بان المسيح هو اله كامل وإنسان كامل، وصداع كيرلس عمود الدين في هذا الاعترف بإلوهية المسيح وببشريته، ولكن حيث كان الجانب النسطوري رفض من قول والدة الله فإنجيل لوقا يتحدث عن ناسوت المسيح، واما إنجيل يوحنا فيتحدث عن لاهوته ولكن لا يوجد أي اختلاف بينهما فكلاهما يعترفان بالمسيح اله كامل وإنسان كامل.
ولان يجدر بنا ان نبعد الحقد والأنانية وان نتحاور كإخوة في بيت المسيح، فالرسول يوحنا الحبيب يقول: " كل من يؤمن ان يسوع هو المسيح فقد ولد من الله (رسالة يوحنا الأولى 5:1). 